# Karszti pásztorkutya
A karszti pásztorkutya egy volt jugoszláv kutyafajta.

## Származása és története
Már 1687-ből is származnak a fajtáról leírások. Régebben isztriai pásztorkutyának hívták, eredetileg egy tőről származik a sarplaninai juhászkutyától.
Hazájában is ritka, de az 1970-es évek óta egyre népszerűbb.

## Külleme
Tömött bundája lehet vasszürke vagy homokszínű sötétszürke csíkozással a végtagok elülső oldalán, a maszk sötét.
Közepes termetű, erőteljes felépítésű, erős csontozatú állat. Feje aránylag nagy, koponyája hosszúkás. A szemszín sötétbarna, a fül V alakú, a vége kifelé fordul. Háta feszes, széles, mellkasa mély. Végtagjai egyenesek, párhuzamosak. Farka kard alakú, nyugalmi állapotban lelóg.

## Jelleme
A Dinári-hegység pásztorainak vakmerő, megvesztegethetetlen, bizonyos helyzetben önálló őrző-védőkutyára volt szüksége a nyájak mellé, mely ugyanakkor megbízható, ellenálló, igénytelen. Családban hűséges és megbízható, idegenekkel szemben bizalmatlan.

## Adatok
- Marmagasság:57–63 cm (kan), 54–60 cm (szuka)
- Testtömeg: 30–42 kg (kan), 25–37 kg (szuka
- Alomszám: 5-9 kölyök
- Várható élettartam: 10-14 év